# 진안마이산휴게소
진안마이산휴게소(鎭安馬耳山休憩所, Jinan Maisan Service Area)는 전북특별자치도 진안군 진안읍에 위치한 새만금포항고속도로의 고속도로 휴게소이다. 양방향 모두 휴게소가 존재한다.

## 시설
- 화장실
- 주유소:EX-OIL
- LPG:HD현대오일뱅크,GS칼텍스
- 식당
- 매점
- 현금 자동 입출금기
- 주차장

## 전후
- 소양 나들목→진안마이산휴게소→진안 나들목
- 고속도로 기점→진안마이산휴게소→고속도로 종점